# Selskabet for Naturlærens Udbredelse
Selskabet for Naturlærens Udbredelse – også kaldet SNU – blev stiftet af elektromagnetismens opdager H.C. Ørsted i 1824. 
Selskabet udgiver i samarbejde med Dansk fysisk Selskab og Astronomisk Selskab - "KVANT, Tidsskrift for Fysik og Astronomi" – 4 gange årligt, der udsendes til SNUs medlemmer. Selskabet uddeler også H. C. Ørsted Medaljen i hvv. guld, sølv og bronze. 

## Historie
Selskabet for Naturlærens Udbredelse (i daglig tale kaldet SNU) blev stiftet af H.C. Ørsted den 25. september 1824. Efter sin opdagelse af elektromagnetismen i 1820 var H.C. Ørsted på en større foredragsrejse i Europa, og her fandt han ud af, at der især i England var dannet selskaber, hvor almindelige borgere kunne høre om de nyeste landvindinger inden for fysik og kemi – og deres potentielle betydning for erhvervslivet. Han besluttede derfor at stifte noget tilsvarende i Danmark. Selskabet blev en realitet i 1824, og her holdt Ørsted også selv forelæsninger, hvor alle havde adgang. Det blev bl.a. udnyttet af bryggerfamilien Jacobsen, og på den måde var SNU med til at danne grundlag for Carlsbergs fremtrædende position.
Da Ørsted i 1829 lykkedes med at få etableret Polyteknisk Læreanstalt, blev SNUs store forelæsningsrækker i København fælles med denne institution, og betalingerne fra SNUs medlemmer kom således også Polyteknisk Læreanstalt til gode. Det fortsatte indtil 1852, hvor man delte aktiviteterne op.
Ørsted selv stod i spidsen for SNU helt frem til sin død 1851. Senere har mange andre fremtrædende videnskabspersoner ført faklen videre, på hver deres måde. Fysikeren Martin Knudsen var i spidsen fra 1900-1939. I hans tid grundlagde man H.C. Ørsted Medaljen, som i guld gives for en fremragende videnskabelig indsats, i sølv for alment at udbrede kendskabet til naturvidenskab og i bronze for anden inspirerende formidling , herunder fremragende skoleundervisning i naturvidenskab. SNU begyndte i 1920 at indsamle genstande til et H.C. Ørsted Museum. Det blev først realiseret i 1952 på Polyteknisk Læreanstalt i Sølvgade og kom senere til DTUs nye hovedbygning i Lundtofte, men flyttede i 1984 videre til Teknisk Museum. SNU fortsat ejer fortsat de mange genstande, der idag normalt opbevares i depot hos Danmarks Tekniske Museum. Efter Martin Knudsen var Niels Bohr i spidsen for SNU, fra 1939-62. I Niels Bohrs tid blev Ungdommens Naturvidenskabelige Forening – UNF – i 1944 skilt ud fra SNU, da der under besættelsen var så stor interesse for SNUs foredrag, at man afholdt separate foredrag for gymnasieelever. Efter Niels Bohr har bl.a. H. Højgaard Jensen, E. Knuth-Winterfeldt, Thor A. Bak og Dorte Olesen været i spidsen for SNU og i dag er Anja C. Andersen præsident.
Ved fejringen af 200-året for H.C. Ørsteds opdagelse af elektromagnetismen, HCØ2020, udgav SNU en jubilæumsbog på engelsk om H.C. Ørsted, og skabte en udstilling, ”H.C. Ørsted på ny – Skønheden i Naturen”, som blev vist i Rundetaarn fra juli – september 2020, derefter i Syddansk Universitetsbibliotek fra og på Steno Museet i Aarhus.

## SNUs Præsidenter
1824-1851: H.C. Ørsted, professor ved KU, direktør for Polyteknisk Læreanstalt 1829-1851, rektor for KU i 2 gange 1 år, sekretær i KDVS 1815-1851
1851-1865: J.G. Forchhammer, professor i geologi ved Mineralogisk Museum og Polyteknisk Læreanstalt, direktør for Polyteknisk Læreanstalt 1851-1865, sekretær i KDVS 1851- 1865
1866-1886: C.V. Holten, professor i fysik ved KU og Polyteknisk Læreanstalt, direktør for Polyteknisk Læreanstalt 1872-83
1886-1887: Julius Thomsen, elev af J.G. Forchhammer, professor i kemi ved KU og Polyteknisk Læreanstalt, direktør for Polyteknisk Læreanstalt 1883-1902, stod for opførelsen af Sølvtorvskomplekset
1887-1900: C. Christiansen, professor i fysik ved KU og Polyteknisk Læreanstalt, assistent for C.V. Holten ved Fysisk Samling
1900-1939: Martin Knudsen, professor i fysik ved KU og Polyteknisk Læreanstalt, rektor for KU 1927-28, sekretær for KDVS 1917-1945, vicepræsident i Danmarks Naturvidenskabelige Samfund 1911-37
1939-1962: Niels Bohr, professor i fysik ved KU, Nobelpristager & præsident for KDVS 1939-62
1962-1968: Carl Faurholt, professor og rektor ved Farmaceutisk Højskole 1942-60
1968-1970: Eggert Knuth-Winterfeldt, professor og rektor ved Polyteknisk Læreanstalt 1959-75
1970-1976: Henning Højgaard Jensen, først lektor og professor ved Polyteknisk Læreanstalt, senere ved KU
1976-1986: Thor A. Bak – civilingeniør i kemi, professor i kemi og rektor ved KU 1972-76, sekretær i KDVS 1988- 1999
1986-1988: Kaj Drenck, fysiker og professor ved Farmaceutisk Højskole
1988-2022: Dorte Olesen, matematiker, lektor og dekan ved KU, professor ved RUC, direktør for UNI-C 1989-2011
2022-2024: Anja Cetti Andersen, astrofysiker og professor ved KU 
2024-       : Rasmus Larsen, civilingeniør, ph.d., professor ved DTU, prorektor for DTU 2017-2025 